# Alla deriva (film 1915)
Alla deriva è un film muto italiano del 1915 diretto da Enrico Guazzoni.